# Нидагау
Нидагау (на немски: Niddagau) е гау-графство през Средновековието по река Нида в Долен Хесен, Германия, около днешните Фридберг и Бад Хомбург фор дер Хьое. На югозапад граничи с Рейнгау и на юг с Майнгау.
Нидагау е споменат за пръв път през 770 г. в Codex Laureshamensis.

## Графове в Нидагау
- Лиутфридус († сл. 876)
- Конрад Червения († 955), 941 граф във Вормсгау, Наегау, Шпайергау и Нидагау, 942/945 граф във Франкония, 945 – 954 херцог на Лотарингия (Салическа династия)